# Aleksander Papiewski
Aleksander Papiewski (ur. 12 maja 1939) – polski trener piłkarski, zdobywca wicemistrzostwa Polski ze Śląska Wrocław (1978).

## Kariera sportowa
Od 1965 był trenerem grup młodzieżowych Śląska Wrocław, następnie trenował Strzeliniankę, Broń Radom (1970/1971) i Pafawag Wrocław. W pierwszej połowie lat 70. prowadził drużynę rezerw Śląska, w sezonie 1975/1976 był asystentem Władysława Żmudy w I drużynie tego klubu, następnie ponownie prowadził drużynę rezerw. Jako I trener objął wrocławską drużynę w rundzie wiosennej sezonu 1977/1978 i doprowadził ją do wicemistrzostwa Polski, ze swojego stanowiska odszedł po rundzie jesiennej sezonu 1978/1979, następnie ponownie prowadził rezerwy Śląska. W sezonie 1983/1984 drugi raz objął drużynę seniorów, ale zrezygnował z funkcji po 10 kolejkach sezonu 1984/1985.
W II połowie lat 80. prowadził II-ligowe Zagłębie Wałbrzych (1985-1986) oraz Radomiaka Radom (1986/1987 - od czwartej kolejki, zwolniony przed końcem rundy wiosennej), w latach 90. trenował m.in. III-ligowy Vartę-Start Namysłów (przez część sezonu 1994/1995), II-ligową Lechię Zielona Góra (1996-1997), w rundzie wiosennej sezonu 1997/1998 Śląsk Wrocław grający wówczas w II lidze, następnie prowadził jeszcze drużyny Polaru Wrocław (od grudnia 1999 do maja 2001), Bielawianki (jesienią 2001), Pogoni Oleśnica (od grudnia 2001 do kwietnia 2002), Hetmana Zamość (od marca 2003 do wiosny 2004 i w lipcu 2004), Pumy Pietrzykowice (2005-2007 i 2009-2010) oraz GKS Kobierzyce (2008).